# Liste der Abgeordneten zum Vorarlberger Landtag (XX. Gesetzgebungsperiode)
Diese Liste der Abgeordneten zum Vorarlberger Landtag (XX. Gesetzgebungsperiode) listet alle Abgeordneten des Vorarlberger Landtags während der XX. Gesetzgebungsperiode auf. Der Landtag amtierte in der XX. Gesetzgebungsperiode vom 29. Oktober 1964 bis zur Angelobung der Abgeordneten der XXI. Gesetzgebungsperiode am 29. Oktober 1969.
Von den 36 Abgeordneten stellte die Österreichische Volkspartei (ÖVP) nach der Landtagswahl 1964 20 Abgeordnete. 10 Abgeordnete entfielen auf die Sozialdemokratische Partei Österreichs (SPÖ), 6 auf die Freiheitliche Partei Österreichs (FPÖ), wobei die FPÖ gegenüber der Landtagswahl 1959 ein Mandat auf Kosten der ÖVP hinzugewinnen konnte.

## Funktionen

### Landtagspräsidenten
Gemäß der Landesverfassung fiel der Anspruch auf die Position des Landtagspräsident, sofern die Landtagsfraktionen nicht anders übereinkommen der stimmenstärksten Partei und somit der ÖVP zu. In der ersten Landtagssitzung am 29. Oktober 1964 wurde folglich Karl Tizian zum neuen Landtagspräsidenten gewählt. In der schriftlich durchgeführten Wahl wurden 36 Stimmen abgegeben, von denen 34 auf Tizian entfielen. Eine Stimme war ungültig, eine weitere leer geblieben. Die Wahl der Vizepräsidenten des Landtags erfolgte am selben Tag gemäß der Landesversammlung unter Einrechnung des Präsidenten nach den Grundsätzen des Verhältniswahlverfahrens, wobei der SPÖ das Vorschlagsrecht für das Amt des 1. Vizepräsidenten und der ÖVP das Vorschlagsrecht für das Amt des 2. Vizepräsidenten zufiel. In der Folge wurde Walter Peter (SPÖ) mit 33 von 36 gültigen Stimmen zum 1. Landtagsvizepräsidenten gewählt, Friedrich Heinzle (ÖVP) erhielt bei seiner Wahl zum 2. Landtagsvizepräsidenten 34 von 36 Stimmen. Bei der Wahl der Vizepräsidenten war dabei jeweils eine Stimme ungültig und eine bzw. zwei Stimmen leer geblieben.

### Klubobleute
Ignaz Battlogg wurde 1964 zum neuen Klubobmann des ÖVP-Landtagsklubs gewählt. In der SPÖ hatte Josef Schoder das Amt des Landtagsklubvorsitzenden inne, wobei er dieses bereits 1959 übernommen hatte. In der FPÖ führte Elwin Blum das Amt des Klubobmanns.

### Bundesräte
Gemäß Artikel 31 der Bundesverfassung sind im Bundesrat die Länder vertreten, wobei der Landtag die zu entsendenden Mitglieder  für die Dauer ihrer Gesetzgebungsperiode nach dem Grundsatz der Verhältniswahl wählt. Gemäß der Landtagswahl 1964 entfiel der erste Bundesrat auf die ÖVP, der zweite Bundesrat auf die SPÖ und der dritte Bundesrat wieder auf die ÖVP. Bei der am 1. Sitzungstag durchgeführten Wahl wurden Hans Bürkle (ÖVP), Anton Mayrhauser (SPÖ) und Hans Pitschmann (ÖVP) vom Landtag in den Bundesrat entsandt, wobei Bürkle und Pitschmann jeweils 31, Mayrhauser 36 Stimmen auf sich vereinen konnten.

### Abgeordnete
| Name               | Fraktion | Wahlbezirk | Anmerkung |
| ------------------ | -------- | ---------- | --- |
| Battlogg Ignaz     | ÖVP      | Bludenz    | |
| Blaickner Elfriede | ÖVP      | Feldkirch  | |
| Blank Konrad       | ÖVP      | Bregenz    | |
| Blum Elwin         | FPÖ      | Bregenz    | Mandatsniederlegung am 6. November 1964 nach der Wahl in die Landesregierung                                                       |
| Bösch Robert       | FPÖ      | Feldkirch  | |
| Danner Albert      | FPÖ      | Feldkirch  | |
| Eß Alfred          | FPÖ      | Feldkirch  | |
| Feierle Heinz      | ÖVP      | Feldkirch  | |
| Flatz Anton        | ÖVP      | Bregenz    | |
| Graf Karl          | SPÖ      | Feldkirch  | |
| Greußing Josef     | SPÖ      | Bregenz    | |
| Hagen Hermann      | ÖVP      | Feldkirch  | |
| Heinzle Friedrich  | ÖVP      | Feldkirch  | |
| Ilg Ulrich         | ÖVP      | Feldkirch  | |
| Jäger Bertram      | ÖVP      | Bludenz    | |
| Keßler Herbert     | ÖVP      | Feldkirch  | |
| Kielwein Franz     | SPÖ      | Feldkirch  | |
| Konzett Lorenz     | ÖVP      | Feldkirch  | |
| Längle Alfons      | ÖVP      | Feldkirch  | |
| Lingg Walter       | ÖVP      | Bregenz    | |
| Mayr Anna          | SPÖ      | Bregenz    | am 5. März 1966 verstorben |
| Melter Werner      | FPÖ      | Bregenz    | am 11. November 1964 als Nachfolger von Elwin Blum angelobt, am 16. März 1966 Mandatsniederlegung nach der Wahl in den Nationalrat |
| Müller Martin      | ÖVP      | Bludenz    | |
| Peter Paul         | SPÖ/OF   | Feldkirch  | fraktionslos ab dem 21. Oktober 1965                                                                                               |
| Peter Walter       | SPÖ      | Bregenz    | |
| Purtscher Martin   | ÖVP      | Bludenz    | |
| Ratz Gerold        | ÖVP      | Bregenz    | |
| Reichart Wilhelm   | FPÖ      | Bregenz    | |
| Rützler Franz      | ÖVP      | Bregenz    | |
| Schelling Josef    | FPÖ      | Bregenz    | am 30. März 1966 als Nachfolger von Werner Melter angelobt                                                                         |
| Schoder Josef      | SPÖ      | Feldkirch  | |
| Schwarzmann Viktor | SPÖ      | Bregenz    | am 30. März 1966 als Nachfolger von Anna Mayr angelobt                                                                             |
| Stadelmann Alfons  | ÖVP      | Feldkirch  | |
| Steurer Elmar      | SPÖ      | Bludenz    | |
| Tizian Karl        | ÖVP      | Bregenz    | |
| Vogel Bernhard     | SPÖ      | Feldkirch  | |
| Vonbank Karl       | FPÖ      | Bludenz    | |
| Waibel Hubert      | ÖVP      | Bregenz    | |
| Zoller Franz       | SPÖ      | Bludenz    | |